# José Luis Cuéllar
José Luis Cuéllar (* 1939), auch bekannt unter dem Spitznamen El Niño (span. für Das Kind), ist ein ehemaliger mexikanischer Fußballspieler auf der Position eines Verteidigers.
Cuéllar stand in den späten 1950er- und frühen1960er-Jahren beim Club Deportivo Guadalajara unter Vertrag. Zwar kam er nie über die Reservistenrolle hinaus, gehörte aber in den Spielzeiten 1958/59, 1960/61 und 1961/62 immerhin dreimal zum Kader der Meistermannschaft des Club Deportivo Guadalajara.
| Personendaten    | Personendaten                                                    |
| ---------------- | ---------------------------------------------------------------- |
| NAME             | Cuéllar, José Luis                                               |
| ALTERNATIVNAMEN  | El Niño (Spitzname)                                              |
| KURZBESCHREIBUNG | mexikanischer Fußballspieler auf der Position eines Verteidigers |
| GEBURTSDATUM     | 1939                                                             |